# Wayne Lawrence
Wayne Lawrence (* 1974 in St. Kitts, St. Kitts und Nevis, Westindische Inseln) ist ein in Brooklyn, New York City, in den USA lebender und arbeitender Dokumentarfotograf.

## Leben
Lawrence kam zum ersten Mal im Alter von 16 Jahren nach New York City. Von dort ging er in den Westen der USA, wo er als Tischler Arbeit fand. Später besuchte er das Brooks Institute in Santa Barbara in Kalifornien.
Seine fotografischen Arbeiten erschienen bisher unter anderem im New York Times Magazine, in The New Yorker, in der Sunday Times, Newsweek, Esquire, Mare, Marie Claire und vielen anderen Publikationen.

## Preise und Auszeichnungen
Lawrence erhielt für seine Arbeiten seit 2010 verschiedene Auszeichnungen und Stipendien.

## Ausstellungen
Werke von Lawrence wurden bisher an verschiedenen Orten ausgestellt, so zum Beispiel im Amerikahaus in München, im Bronx Museum of Art, im African American Museum in Philadelphia in Pennsylvania, der Nathan Cummings Foundation und weiteren Galerien.

## Veröffentlichungen
- Orchard Beach: The Bronx Riviera. Prestel Publishing, München/New York City, USA 2013, ISBN 978-3-7913-4871-1.[1]